# Panchuker
Un panchuker, également appelé panchuque ou pancho chino, est un mets argentin généralement confectionné et vendu dans la rue, destiné à être mangé sur le pouce. Il est constitué d’une saucisse recouverte d’une sorte de gaufre et servie au bout d’un bâton.